# 早稲田大学高等学院・中学部の人物一覧
早稲田大学高等学院・中学部の人物一覧（わせだだいがくこうとうがくいんのじんぶついちらん）は、早稲田大学高等学院・中学部に関係する主な人物の一覧記事。

## 歴代学院長
旧制（第一高等学院）
1. 中島半次郎 / 1920年3月 - 1926年3月
2. 野々村戒三 / 1926年3月 - 1940年7月
3. 原田実 / 1940年7月 - 1945年9月
4. 岡村千曳 / 1945年9月 - 1946年9月　※第二高等学院長兼務
5. 渡鶴一 / 1946年10月 - 1949年3月

旧制（第二高等学院）
1. 杉山重義 / 1922年4月 - 1925年9月
2. 定金右源二 / 1925年10月 - 1926年3月　※学院長代行職
3. 宇都宮鼎 / 1926年3月 - 1934年3月
4. 杉森孝次郎 / 1934年4月 - 1944年4月
5. 赤松保羅 / 1944年4月 - 1945年9月
6. 岡村千曳 / 1945年9月 - 1946年9月　※第一高等学院長兼務
7. 竹野長次 / 1946年10月 - 1949年3月

新制
1. 竹野長次 / 1949年4月 - 1954年10月
2. 樫山欽四郎 / 1954年10月 - 1960年10月
3. 高木純一 / 1960年10月 - 1962年10月
4. 岡田幸一 / 1962年10月 - 1970年11月
5. 高橋赳夫 / 1970年11月 - 1974年11月
6. 長島健 / 1974年11月 - 1980年11月
7. 濱部憲一 / 1980年11月 - 1986年11月
8. 飯島洋一 / 1986年11月 - 1988年11月
9. 本庄昭三 / 1988年11月 - 1992年11月
10. 淺沼正明 / 1992年11月 - 1998年9月
11. 伴一憲 / 1998年9月 - 2002年9月
12. 大井恒昭 / 2002年9月 - 2004年9月
13. 山西廣司 / 2004年9月 - 2016年9月
14. 本杉秀穂 / 2016年9月 - 2021年3月
15. 武沢護 / 2021年4月 -

## 出身者
（一）印のある者は旧制第一高等学院出身、（二）印のある者は旧制第二高等学院出身、（高予）印のある者は高等予科出身を表す。
退学者も含んでいる。

### 政界
- 赤松広隆 - 衆議院議員、衆議院副議長、立憲民主党
- 石橋湛山 - 元内閣総理大臣（高予）
- 伊藤忠彦 - 復興大臣、衆議院議員、自民党
- 宇佐美登 - 元衆議院議員、民主党
- 風見章 - 衆議院議員、元内閣書記官長、元司法大臣（高予）
- 久野統一郎 - 元衆議院議員、自民党、元郵政大臣久野忠治の長男 - 高1の時に東海高等学校より転校
- 河野洋平 - 衆議院議員、衆議院議長、元自民党総裁、副総理
- 住博司 - 衆議院議員、自民党
- 高橋勝浩 - 東京都稲城市長
- 竹下登 - 衆議院議員、自民党、元内閣総理大臣（一）
- 長谷川信 - 参議院議員、自民党、元法務大臣（一）
- 松岡満寿男 - 衆議院議員、参議院議員、満鉄会理事長、松岡洋右の甥（一）
- 宮崎謙介 - 元衆議院議員、自民党
- 杉島理一郎- 元埼玉県議会議員、埼玉県入間市長

### 官界
- 遠藤茂 - 元駐サウジアラビア特命全権大使、元外務省審議官
- 北原安定 - 日本電信電話公社副総裁、逓信官僚
- 山崎岳人 - 財務官僚、弁護士

### 法曹界
- 大塚和成 - 弁護士、二重橋法律事務所
- 野元学二 - 弁護士、俳優
- 舛井一仁 - 弁護士、芝綜合法律事務所

### 実業界
- 相田雪雄 - 元野村證券会長（一）
- 秋草直之 - 富士通代表取締役会長、社団法人電子情報技術産業協会会長
- 石井敬太 - 伊藤忠商事社長
- 出井伸之 - ソニー最高顧問、日本経団連副会長、クォンタムリープ代表取締役ファウンダー&CEO
- 井深大 - ソニー創業者（一）
- 稲嶺一郎 - 琉球石油（現りゅうせき）創業者、参議院議員、南満州鉄道出身（一）
- 海老沢勝二 - 元NHK会長、元アジア太平洋放送連合会長
- 岡田卓也 - ジャスコ創業者、イオングループ名誉会長
- 和田繁明 - 元西武百貨店社長、同会長、元そごう社長、元ミレニアムリテイリング社長、会長
- 角川歴彦 - 角川グループホールディングス代表取締役会長兼CEO
- 木下斉 - エリア・イノベーション・アライアンス代表理事、内閣官房地域活性化伝道師
- 隅修三 - 東京海上ホールディングス取締社長（代表取締役）、東京海上日動火災保険取締社長（代表取締役）、ロンドン名誉市民
- 斎藤十一 - 新潮社顧問、『藝術新潮』『週刊新潮』『FOCUS』の創刊者（一）
- 高橋正 - 広島銀行会長
- 神谷秀樹 - ロバーツ・ミタニ・LLC創業者
- 中島聡 - 元マイクロソフト、Windows 95・Windows 98・Internet Explorer 3.0/4.0のチーフアーキテクト
- 八田竹男 - 元吉本興業社長（一）
- 兼子眞 - チェッカーモータース創業者
- 村上太一 - リブセンス創業者、代表取締役
- 小暮真久 - TABLE FOR TWO International創設者、代表理事
- 佐々木卓 - TBSホールディングスおよびTBS代表取締役社長
- 大野暉 - サイバーセキュリティクラウド代表取締役社長
- 中村行宏- 元テレビ神奈川代表取締役社長
- 山口寿一 - 読売新聞グループ本社代表取締役社長
- 山田和昭 - 日本鉄道マーケティング代表　元若桜鉄道代表取締役社長

### 学界
- 小松芳喬 - 早稲田大学名誉教授、日本学士院会員、イギリス経済史学（一）
- 千葉眞 - 政治学者、国際基督教大学教授
- 西江雅之 - 言語学者、文化人類学者、早稲田大学名誉教授
- 西川潤 - 経済学者、早稲田大学名誉教授
- 福井文雅 - 東洋学者、早稲田大学名誉教授
- 福井重雅 - 東洋学者、早稲田大学名誉教授
- 村井資長 - 工学者、元早稲田大学総長、早稲田大学名誉教授（一）
- 柳谷晃 - 数学者、早稲田大学複雑系高等学術研究所研究員
- 大門毅 - 経済学者、早稲田大学国際教養学部教授
- 入江啓四郎 - 法学者、ジャーナリスト
- 上村達男 - 法学者、早稲田大学法学部教授、同学部長
- 島田陽一 - 法学者、早稲田大学大学院法務研究科教授
- 秋山靖浩 - 法学者、早稲田大学大学院法務研究科教授
- 松澤伸 - 法学者、早稲田大学法学部教授
- 池原義郎 - 建築家、早稲田大学名誉教授、日本芸術院会員
- 石山修武 - 建築家、早稲田大学理工学部教授、日本建築学会賞（作品賞）
- 岩田孝 - インド哲学・仏教学者、早稲田大学文学部教授
- 大濱信泉- 法学者、元早稲田大学総長（高予）
- 西原博史 - 憲法学者、早稲田大学社会科学部教授
- 箱井崇史 - 商法学者、早稲田大学法学部教授
- 依田憙家 - 東洋史学者、早稲田大学名誉教授
- 苦瀬博仁 - 経済学者、東京海洋大学理事・副学長、教授
- 林洋次 - 工学者、早稲田大学教授
- 山路平四郎 - 国文学者、早稲田大学名誉教授（一）
- 藤田尚志 - 免疫学者、京都大学ウイルス研究所教授
- 洞富雄 - 歴史学者、早稲田大学教授（一）
- 中村星湖 - 文学者、山梨学院短期大学教授（高予）
- 石川恒夫 - 建築家、前橋工科大学大学院准教授
- 佐藤巧 - 建築学者、建築史家、東北大学名誉教授（一）
- 十河佑貞 - 歴史学者、早稲田大学教授（高予）
- 相田慎一 - 経済学者、専修大学名誉教授
- 大野實雄 - 法学者、早稲田大学教授（二）
- 川口浩 - 経済学者、早稲田大学名誉教授、元早稲田中学校・高等学校校長
- 紅野謙介 - 日本近代文学研究者、日本大学文理学部特任教授
- 笠原博徳 - 情報科学者、IEEE Computer Society会長、早稲田大学副総長（2018年-2022年）、早稲田大学理工学術院教授
- 宮坂力 - 化学者、桐蔭横浜大学医用工学部特任教授、東京大学先端科学技術研究センターフェロー
- 金平聖之助 - 出版学者、編集者、大妻女子大学短期大学部教授、小学館国際室長（一）

### メディア
- 和田信賢 - NHKアナウンサー / 終戦詔書を放送（二）
- 池宮城秀意 - ジャーナリスト、琉球新報会長（一）
- 大谷昭宏 - ジャーナリスト
- 軽部真一 - フジテレビアナウンサー
- 鏡和臣 - NHKアナウンサー
- 高木大介 -フリーアナウンサー、 元テレビ愛知アナウンサー
- 高野孟 - ジャーナリスト、インサイダー編集長
- 高橋浩由 - あいテレビアナウンサー
- 露木茂 - 元フジテレビアナウンサー、ニュースキャスター、上智大学文学部新聞学科教授
- 永井公彦 - STVテレビアナウンサー
- 福井慶仁 - フジテレビアナウンサー
- 古澤琢 - 元テレビ朝日アナウンサー
- 栗田晴行 - NHKアナウンサー
- 島村俊治 - 元NHKアナウンサー
- 山田二郎 - 元TBSアナウンサー[要出典]
- 本田親男 - ジャーナリスト（高予）
- 弓館小鰐 - 新聞記者（高予）
- 斎藤勇 - テレビプロデューサー、テレビ東京常務取締役
- 伊藤隆行 - テレビ東京プロデューサー[要出典]
- 鹿沼健介 - 元NHKアナウンサー[要出典]
- 後藤康之 - NHKアナウンサー
- 笠井大輔 - NHKアナウンサー
- 石田健 - コメンテーター

### 文化・芸能
- 相原英雄 - 事業家、映画プロデューサー、テレビプロデューサー、映画監督
- 青島幸男 - 小説家、放送作家、タレント、政治家、元東京都知事、直木賞
- 浅井博章 - ラジオDJ
- 東秀紀 - 作家、都市・建築史家、東京都立大学教授
- 石川達三 - 小説家、芥川賞（二）
- 井上純一 - 俳優、タレント
- 稲森宗太郎 - 歌人（一）
- 植草甚一 - 評論家、エッセイスト（一）
- ACE - ギタリスト、元聖飢魔II
- ウィル・スミス（留学生） - 俳優、ラッパー
- 大河内昭爾 - 文芸評論家、近現代日本文学者、武蔵野大学名誉教授（旧武蔵野女子大学学長）（二）
- 加藤武 - 俳優、文学座前代表
- 加藤治郎 - 将棋棋士、名誉九段
- 五味康祐（中退）- 小説家、芥川賞（二）
- 今官一 - 小説家、直木賞（一）
- 三枝昂之 - 歌人
- 佐藤オオキ - デザイナー
- さねとうあきら - 児童文学作家、劇作家
- 三笑亭笑三（中退） - 落語家、落語芸術協会常任理事（二）
- 関屋晋 - 合唱指揮者（二）
- 清水敬一 - 合唱指揮者
- 嶋田洋一 - 俳人（二）
- 田岡典夫 - 小説家（一）
- 立花ハジメ - アーティスト
- 田中英光 - 小説家（一）
- 谷中敦 - 音楽家、東京スカパラダイスオーケストラ
- 沖祐市 - 音楽家、東京スカパラダイスオーケストラ
- 大門正明 - 俳優
- 津川雅彦（中退） - 俳優
- 戸井昌造 - 画家、民俗研究家（一）
- 中村八大 - 作曲家（一）
- 難波田史男 - 画家
- 西川扇藏 (11世) - 日本舞踊家
- 丹羽文雄 - 小説家（一）
- 野村万作 - 狂言師、文化功労者、人間国宝（二） - 在学中に新制大学に移行
- 深町幸男 - 映画監督、紫綬褒章（一）
- 藤田宜永 - 小説家、直木賞
- 船山基紀 - 編曲家
- 古澤健 - 映画監督
- 火野葦平 - 小説家、芥川賞、日本芸術院賞（一）
- 北条誠 - 小説家
- 町山智浩 - 映画評論家
- 丸山豊（中退） - 詩人（一）
- 丸林久信 - 映画監督、脚本家、文筆家（二）
- 宮岡太郎 - 映画監督
- 本髙克樹 - アイドル、歌手、俳優
- 森繁久彌 - 俳優（一）
- 森秀人 - 評論家
- 山本薩夫 - 映画監督（一）
- 林家久蔵 - 落語家
- 杉山直 - スタジアムDJ
- 富家哲 - アーティスト
- 川口大輔 - アーティスト
- 一木広治 - 実業家、TOKYO HEADLINE社長
- 金子光晴（中退） - 詩人（高予）
- 大手拓次 - 詩人（高予）
- 吉田一穂 - 詩人、評論家、童話作家（高予）
- 葉山嘉樹（除籍） - 作家、プロレタリア文学（高予）
- 牧野信一 - 小説家（高予）
- 前田晁 - 小説家（高予）
- 和田傳 - 作家（高予）
- 吉井勇 - 歌人、脚本家（高予）
- 水野葉舟 - 詩人、歌人（高予）
- 会津八一 - 歌人、書家（高予）
- 種田山頭火 - 歌人（高予）
- 井伏鱒二 - 作家（高予）
- 宇野浩二 - 作家（高予）
- 浅見淵 - 作家（高予）
- 谷崎精二 - 作家（高予）
- 直木三十五 - 作家（高予）
- 牧野信一 - 作家（高予）
- 横光利一 - 作家（高予）
- 尾崎一雄 - 作家（高予）
- 山田壮晃 - サクソフォーン奏者 - 山田壮晃 & ザ・ビッグバン・オーケストラ
- 永野彰一 - プロ雀士
- 本木荘二郎 - 映画プロデューサー、映画監督（二）
- 宮内悠介 - 作家、日本推理作家協会賞
- 山本祥彰 - YouTuber、QuizKnockライター
- 高野秀行 - 探検家、ノンフィクション作家
- 奥野奏 - YouTuber、SHOEBOYS代表
- ブレイクスルー佐々木 - YouTuber

### スポーツ
- 安倍昌彦 - スポーツライター
- 植芝吉祥丸 - 合気道二代目道主（一）
- 大西鐡之祐 - 元ラグビー日本代表監督、元早大ラグビー部監督（一）
- 小川良樹 - バレーボール指導者、元下北沢成徳高等学校バレーボール部監督
- 川本泰三 - 元サッカー日本代表、同監督、元日本サッカー協会理事（一）
- 近藤貴司 - サッカー選手、AC長野パルセイロ
- 相良南海夫 - 元三菱重工相模原ダイナボアーズ監督、元早大ラグビー部監督
- 佐藤次郎 - テニスプレイヤー、ウィンブルドン（1933年）、全仏（1933年）、全豪（1932年）ベスト4、世界ランキング3位（高予）
- 高石勝男 - 水泳選手、1928年アムステルダムオリンピック800mリレー銀・100m自由形銅メダリスト、元日本水泳連盟会長
- 伊達正男 - 元アマチュア野球選手、野球殿堂（特別表彰）（二）
- 谷訯 - 水泳選手、メルボルンオリンピック日本代表
- 西大立目永 - 早稲田大学名誉教授、元アマチュア野球審判員、全日本野球会議審判技術委員長
- 藤田明 - 元日本水泳連盟会長、1932年ロサンゼルス五輪水球日本代表選手主将兼コーチ（一）
- 堀江忠男 - 早稲田大学名誉教授、経済学者、元サッカー日本代表（一）
- 森徹 - 元プロ野球選手、元中日ドラゴンズ
- 村形繁明 - 元サッカー審判員、第1回日本サッカー殿堂、元三井物産カルカッタ支店長（一）
- 山縣秀 - プロ野球選手、北海道日本ハムファイターズ
- 吉岡信敬 - 早稲田大学応援隊長、「虎鬚彌次将軍」（高予）

### その他
- 難波大助 - 虎ノ門事件の首謀者
- 上祐史浩 - 宗教団体ひかりの輪代表
- 広瀬健一 - 宗教法人オウム真理教元幹部
- 松村久義 - 政治活動家
- 村田春樹 - 政治活動家